# Nikolo-Lvóvskoie
Nikolo-Lvóvskoie (en rus: Николо-Львовское) és un poble del krai de Primórie, a l'Extrem Orient de Rússia, que en el cens del 2010 tenia 148 habitants.